# Carla Araújo
Carla Araujo (Jequié, 4 de novembro de 1967), é uma jornalista e apresentadora de televisão brasileira.

## Biografia
Carla Araújo nasceu em 4 de novembro de 1967, em Jequié, mas logo veio morar na capital do estado. Estudou a maior parte da adolescência no extinto Instituto Social da Bahia (ISBA), tradicional colégio católico da capital baiana, e é formada em Jornalismo pela Universidade Federal da Bahia (UFBA). 
Iniciou sua carreira profissional no jornal Tribuna da Bahia, e depois entrou para a televisão na TV Itapoan, como repórter e depois apresentadora do programa de variedades Vídeo Jovem, além de ter atuado pela Itapoan FM. Foi lá onde começou a namorar o também jornalista e cineasta Antonio Pastori, com quem se casou e teve um filho, Matheus Pastori.
Em 1992, foi convidada a ser repórter na TV Aratu, onde atuou como editora, apresentadora e editora-chefe, além de ter sido locutora na FM Aratu. Neste meio tempo, esteve à frente da apresentação de diversos programas tradicionais da grade da TV, como o matinal Bom Dia Bahia. Em 1993, passou a apresentar o telejornal Aratu Notícias, onde se manteve durante mais de duas décadas, e pelo mesmo período, também coordenou e apresentou as transmissões especiais de carnaval da emissora, primeiro com o Aratu Folia e depois com o SBT Folia.
Em 1998, foi nomeada diretora de jornalismo da TV Aratu, além de membro do conselho editorial e deliberativo da empresa. Também colaborou na concepção e implantação do portal de notícias da emissora, o Aratu Online, lançado em 2006. Em 2012, Carla foi eleita por publicitários e jornalistas dentre as cinco personalidades de maior credibilidade do Mercado de Mídia na Bahia.
Em 14 de julho de 2017, após 24 anos como profissional da empresa, Carla Araújo deixou a TV Aratu, devido a discordâncias sobre a linha editorial que a emissora estava querendo dar ao jornalismo. Em 2018, Carla foi contratada pela Rádio Excelsior da Bahia, onde passou a apresentar o programa Extraordinário a partir de 7 de abril daquele ano.
Desde 8 de março de 2023, está radicada em São Paulo (SP), onde passou a atuar como assessora executiva de Comunicação do Governo do Estado, a convite da secretária de Estado de Comunicação, Laís Vita.
Pouco mais de um ano depois, em 18 de março de 2024, Carla foi contratada pela agência FSB Comunicação  para atuar como coordenadora de atendimento à imprensa na Secretaria Especial de Comunicação da Prefeitura de São Paulo, conta da qual a empresa passou a ser responsável após vencer licitação pública durante a gestão do prefeito Ricardo Nunes. 